# Louis Spohr
Ludwig "Louis" Spohr (Brunsvique, 5 de abril de 1784 — Cassel, 22 de outubro de 1859) foi um compositor, violinista e regente alemão. É internacionalmente conhecido pela forma francesa de seu prenome.

## Vida
Spohr nasceu em Ducado de Brunsvique-Luneburgo. Era filho de Karl Heinrich Spohr e Juliane Ernestine Luise Henke e durante toda a infância mostrou talento para violino. Entrou para a orquestra ducal com a idade de 15 anos. Três anos depois foi enviado com o apoio do duque de Brunswick, numa viagem de um ano inteiro para São Petersburgo com o violinista virtuoso Franz Anton Eck. As primeiras composições notáveis de Spohr, incluindo o seu primeiro concerto para violino datam desta época. Depois de sua volta para a casa, o duque o concedeu uma licença para uma tournée de concertos no norte da Alemanha. Um concerto em Leipzig em dezembro de 1804 impressionou o influente crítico de música Johann Friedrich Rochlitz, não apenas pela habilidade técnica de Spohr mas também por suas composições. Este concerto deu ao jovem fama instantânea em todo o mundo de fala alemã.
Em 1805, Spohr foi contratado como mestre de  concerto na corte de Gota, onde ficou até  1812. Lá, conheceu a harpista de 18 anos de idade Dorette Scheidler, filha de um dos cantores da corte, e se apaixonou por ela. Casaram-se no ano seguinte. Apresentaram-se com sucesso juntos como um duo de violin e harpa, viajando pela Italia (1816-1817), Inglaterra (1820) e Paris (1821), mas Dorette posteriormente abandonou a carreira de harpista e se concentrou em criar os filhos. Sua morte prematura em 1834 o trouxe grande dor.
Spohr então trabalhou como regente no Theater an der Wien, Viena (1813-1815), onde ele se tornou amigo de Beethoven; subseqüentemente foi o diretor de ópera em Frankfurt (1817-1819) onde pôde produzir as próprias óperas — a primeira das quais, Faust, havia sido rejeitada em Viena. O mais longo cargo de Spohr, de 1822 até a morte em Kassel, foi como diretor de música na corte de Kassel, uma posição oferecida a ele por sugestão de Carl Maria von Weber. Em Kassel em 3 de Janeiro de 1836, ele se casou com sua segunda esposa, Marianne Pfeiffer, de 29 anos de idade. Ela viveu muito tempo depois da morte de Spohr, até 1892. Além da Alemanha, Spohr tem agora descendentes em Portugal.
Como Haydn, Mozart, Beethoven, e seu contemporâneo Johann Nepomuk Hummel, Spohr era ativo como maçom.

## Obras
Um compositor prolífico, Spohr produziu mais que 150 obras com número de opus, além de muitas obras sem tais números. Escreveu música em todos os gêneros. Suas nove sinfonias (uma décima, inacabada, porém completada por Eugene Minor e estreada   Bergen Youth Orchestra) mostra progresso do estilo clássico de seus predecessores à Música de Programa da nona sinfonia, Die Jahreszeiten (As  Quatro Estações). Entre 1803 e 1844 Spohr escreveu mais concertos para violino do que qualquer outro compositor da época. Dezesseis ao todo. Alguns deles são formalmente inconvencionais, tais como o Concerto de Um Único movimento No. 8, o qual é no estilo de uma ária de ópera, e que periodicamente é revivido (Jascha Heifetz foi o maior executor deste), mais recentemente em uma gravação de 2006 por by Hilary Hahn. Há dois concertos para dois violinos também. Melhor conhecidos hoje, todavia,  são os quatro concertos de clarineta, todos escritos para o virtuoso  Johann Simon Hermstedt, os quais conseguiram um lugar seguro no repertório dos clarinetistas.
Na música de câmara de Spohr está uma série de nada menos do que 36 quartetos de corda, como também quatro interessantes quartetos duplos para dois quartetos de cordas. Ele também escreveu uma variedade de outros quartetos, duetos, tercetos, quintetos e sextetos, um octeto e um noneto, obras para violino solo ou para harpa solo, e obras para violino e harpa para serem executadas por ele e sua esposa conjuntamente.
Embora obscuras hoje, as melhores óperas de Spohr Faust (1816), Zemire und Azor (1819) e Jessonda (1823) continuaram no repertório popular em todo o século XIX e no início do século XX quando Jessonda foi proibida pelos Nazistas pelo fato de ela mostrar um herói europeu apaixonado por uma princesa indiana. Spohr também escreveu dúzias de canções, muitas delas colecionadas como Deutsche Lieder (Canções alemãs), como também uma missa e outras obras corais. Os seus oratórios, particularmente Die letzten Dinge (O Juízo Final) (1825—1826), foram grandemente admirados durante o século XIX. Spohr foi tão popular na era vitoriana que Gilbert e Sullivan o incluem na mesma respiração de Bach e Beethoven no segundo ato de The Mikado numa canção do papel título.
Spohr era um conceituado violinista, e inventou a queixeira para violinos por volta de 1820. Ele também era um regente significativo, sendo um dos primeiros a usar a batuta e também inventando letras de ensaio inventing que são postas periodicamente do início ao fim de uma partitura de maneira que o regente possa economizar tempo pedindo a orquestra ou cantores para começar a executar a partir de uma letra específica.
Além de obras musicais, Spohr escreveu uma interessante e informativa autobiografia, publicada após sua morte em 1860. Há um museu dedicado à sua memória em Kassel.